# Лига чемпионов УЕФА 2024/2025. Общий этап
Данная статья содержит информацию об общем этапе Лиги чемпионов УЕФА сезона 2024/25, который начался 17 сентября 2024 года и завершился 29 января 2025 года. В общем этапе Лиги чемпионов УЕФА приняли участие 36 команд, которые разыграли 24 путёвки в стадию плей-офф.
В общем этапе Лиги чемпионов УЕФА приняли участие 16 национальных футбольных ассоциаций.
Это первый сезон Лиги чемпионов УЕФА, который проходит по швейцарской системе, сменившей формат с групповым этапом. В связи с этим количество матчей, предшествующих стадии плей-офф, увеличилось с 96 до 144.

## Формат
Каждая команда сыграла по восемь матчей (четыре дома и четыре — на выезде) против восьми разных соперников. Результаты матчей всех 36 команд учитывались в рамках одной таблицы, как в национальных лигах. Команды разделены на четыре корзины в соответствии с коэффициентами УЕФА, каждая команда сыграла с двумя командами из каждой из четырёх корзин. По итогам общего этапа восемь лучших команд вышли напрямую в 1/8 финала. Команды, занявшие места с 9-го по 24-е, примут участие в дополнительном раунде плей-офф (при этом команды, занявшие места с 9-е по 16-е, стали сеяными). Команды, занявшие места с 25-го по 36-е, покинули турнир.

### Критерии классификации
Главным критерием классификации команд являются набранные очки (3 очка за победу, 1 очко за ничью, 0 очков за поражение). В случае равенства по очкам двух и более команд применяются нижеперечисленные критерии классификации в указанном порядке:
1. разница голов;
2. забитые голы;
3. голы, забитые на выезде;
4. победы;
5. победы на выезде;
6. большее количество очков, коллективно полученных соперниками по общему этапу;
7. лучшая коллективная  разница голов соперников по общему этапу;
8. большее количество голов, коллективно забитых соперниками по общему этапу;
9. лучшие дисциплинарные показатели (3 очка за прямую красную карточку, 3 очка за удаление после двух жёлтых карточек, 1 очко за жёлтую карточку);
10. клубные коэффициенты УЕФА.

## Команды
36 команд разделены на четыре корзины по девять команд в каждой. В первую корзину автоматически попадает действующий победитель турнира, оставшиеся места распределились в соответствии с коэффициентами УЕФА.
| Легенда                                                                                       |
| --------------------------------------------------------------------------------------------- |
| Команды, занявшие места с 1-го по 8-е, квалифицируются в 1/8 финала в качестве сеяных         |
| Команды, занявшие места с 9-го по 16-е, квалифицируются в раунд плей-офф в качестве сеяных    |
| Команды, занявшие места с 17-го по 24-е, квалифицируются в раунд плей-офф в качестве несеяных |

| Команда           | Прим. | Коэфф.  |
| ----------------- | ----- | ------- |
| Реал Мадрид       | [ a ] | 136,000 |
| Манчестер Сити    |       | 148,000 |
| Бавария           |       | 144,000 |
| Пари Сен-Жермен   |       | 116,000 |
| Ливерпуль         |       | 114,000 |
| Интернационале    |       | 101,000 |
| Боруссия Дортмунд |       | 97,000  |
| РБ Лейпциг        |       | 97,000  |
| Барселона         |       | 91,000  |

| Команда         | Прим. | Коэфф. |
| --------------- | ----- | ------ |
| Байер 04        |       | 90,000 |
| Атлетико Мадрид |       | 89,000 |
| Аталанта        | [ b ] | 81,000 |
| Ювентус         |       | 80,000 |
| Бенфика         |       | 79,000 |
| Арсенал         |       | 72,000 |
| Брюгге          |       | 64,000 |
| Шахтёр          |       | 63,000 |
| Милан           |       | 59,000 |

| Команда            | Прим. | Коэфф. |
| ------------------ | ----- | ------ |
| Фейеноорд          |       | 57,000 |
| Спортинг           |       | 54,500 |
| ПСВ                |       | 54,000 |
| Динамо Загреб      | [ c ] | 50,000 |
| Ред Булл Зальцбург | [ d ] | 50,000 |
| Лилль              | [ d ] | 47,000 |
| Црвена звезда      | [ c ] | 40,000 |
| Янг Бойз           | [ c ] | 34,500 |
| Селтик             |       | 32,000 |

| Команда           | Прим. | Коэфф. |
| ----------------- | ----- | ------ |
| Слован Братислава | [ c ] | 30,500 |
| Монако            |       | 24,000 |
| Спарта Прага      | [ c ] | 22,500 |
| Астон Вилла       |       | 20,860 |
| Болонья           |       | 18,056 |
| Жирона            |       | 17,897 |
| Штутгарт          |       | 17,324 |
| Штурм             |       | 14,500 |
| Брест             |       | 13,366 |

Комментарии
1. ↑  Победитель Лиги чемпионов УЕФА предыдущего сезона (автоматическая квалификация в корзину 1).
2. ↑  Победитель Лиги Европы УЕФА предыдущего сезона.
3. 1 2 3 4 5  Победитель квалификационного раунда плей-офф (путь чемпионов).
4. 1 2  Победитель квалификационного раунда плей-офф (путь лиг).

## Жеребьёвка
Жеребьёвка общего этапа Лиги чемпионов УЕФА сезона 2024/25 состоялась 29 августа 2024 года в Монако.
| Клуб               | Соперники в корзине 1 | Соперники в корзине 1 | Соперники в корзине 2 | Соперники в корзине 2 | Соперники в корзине 3 | Соперники в корзине 3 | Соперники в корзине 4 | Соперники в корзине 4 |
| Клуб               | Д                     | В                     | Д                     | В                     | Д                     | В                     | Д                     | В                     |
| ------------------ | --------------------- | --------------------- | --------------------- | --------------------- | --------------------- | --------------------- | --------------------- | --------------------- |
| Реал Мадрид        | Боруссия Дортмунд     | Ливерпуль             | Милан                 | Аталанта              | Ред Булл Зальцбург    | Лилль                 | Штутгарт              | Брест                 |
| Манчестер Сити     | Интернационале        | Пари Сен-Жермен       | Брюгге                | Ювентус               | Фейеноорд             | Спортинг              | Спарта Прага          | Слован Братислава     |
| Бавария            | Пари Сен-Жермен       | Барселона             | Бенфика               | Шахтёр                | Динамо Загреб         | Фейеноорд             | Слован Братислава     | Астон Вилла           |
| Пари Сен-Жермен    | Манчестер Сити        | Бавария               | Атлетико Мадрид       | Арсенал               | ПСВ                   | Ред Булл Зальцбург    | Жирона                | Штутгарт              |
| Ливерпуль          | Реал Мадрид           | РБ Лейпциг            | Байер 04              | Милан                 | Лилль                 | ПСВ                   | Болонья               | Жирона                |
| Интернационале     | РБ Лейпциг            | Манчестер Сити        | Арсенал               | Байер 04              | Црвена звезда         | Янг Бойз              | Монако                | Спарта Прага          |
| Боруссия Дортмунд  | Барселона             | Реал Мадрид           | Шахтёр                | Брюгге                | Селтик                | Динамо Загреб         | Штурм                 | Болонья               |
| РБ Лейпциг         | Ливерпуль             | Интернационале        | Ювентус               | Атлетико Мадрид       | Спортинг              | Селтик                | Астон Вилла           | Штурм                 |
| Барселона          | Бавария               | Боруссия Дортмунд     | Аталанта              | Бенфика               | Янг Бойз              | Црвена звезда         | Брест                 | Монако                |
|                    |                       |                       |                       |                       |                       |                       |                       |                       |
| Байер 04           | Интернационале        | Ливерпуль             | Милан                 | Атлетико Мадрид       | Ред Булл Зальцбург    | Фейеноорд             | Спарта Прага          | Брест                 |
| Атлетико Мадрид    | РБ Лейпциг            | Пари Сен-Жермен       | Байер 04              | Бенфика               | Лилль                 | Ред Булл Зальцбург    | Слован Братислава     | Спарта Прага          |
| Аталанта           | Реал Мадрид           | Барселона             | Арсенал               | Шахтёр                | Селтик                | Янг Бойз              | Штурм                 | Штутгарт              |
| Ювентус            | Манчестер Сити        | РБ Лейпциг            | Бенфика               | Брюгге                | ПСВ                   | Лилль                 | Штутгарт              | Астон Вилла           |
| Бенфика            | Барселона             | Бавария               | Атлетико Мадрид       | Ювентус               | Фейеноорд             | Црвена звезда         | Болонья               | Монако                |
| Арсенал            | Пари Сен-Жермен       | Интернационале        | Шахтёр                | Аталанта              | Динамо Загреб         | Спортинг              | Монако                | Жирона                |
| Брюгге             | Боруссия Дортмунд     | Манчестер Сити        | Ювентус               | Милан                 | Спортинг              | Селтик                | Астон Вилла           | Штурм                 |
| Шахтёр             | Бавария               | Боруссия Дортмунд     | Аталанта              | Арсенал               | Янг Бойз              | ПСВ                   | Брест                 | Болонья               |
| Милан              | Ливерпуль             | Реал Мадрид           | Брюгге                | Байер 04              | Црвена звезда         | Динамо Загреб         | Жирона                | Слован Братислава     |
|                    |                       |                       |                       |                       |                       |                       |                       |                       |
| Фейеноорд          | Бавария               | Манчестер Сити        | Байер 04              | Бенфика               | Ред Булл Зальцбург    | Лилль                 | Спарта Прага          | Жирона                |
| Спортинг           | Манчестер Сити        | РБ Лейпциг            | Арсенал               | Брюгге                | Лилль                 | ПСВ                   | Болонья               | Штурм                 |
| ПСВ                | Ливерпуль             | Пари Сен-Жермен       | Шахтёр                | Ювентус               | Спортинг              | Црвена звезда         | Жирона                | Брест                 |
| Динамо Загреб      | Боруссия Дортмунд     | Бавария               | Милан                 | Арсенал               | Селтик                | Ред Булл Зальцбург    | Монако                | Слован Братислава     |
| Ред Булл Зальцбург | Пари Сен-Жермен       | Реал Мадрид           | Атлетико Мадрид       | Байер 04              | Динамо Загреб         | Фейеноорд             | Брест                 | Спарта Прага          |
| Лилль              | Реал Мадрид           | Ливерпуль             | Ювентус               | Атлетико Мадрид       | Фейеноорд             | Спортинг              | Штурм                 | Болонья               |
| Црвена звезда      | Барселона             | Интернационале        | Бенфика               | Милан                 | ПСВ                   | Янг Бойз              | Штутгарт              | Монако                |
| Янг Бойз           | Интернационале        | Барселона             | Аталанта              | Шахтёр                | Црвена звезда         | Селтик                | Астон Вилла           | Штутгарт              |
| Селтик             | РБ Лейпциг            | Боруссия Дортмунд     | Брюгге                | Аталанта              | Янг Бойз              | Динамо Загреб         | Слован Братислава     | Астон Вилла           |
|                    |                       |                       |                       |                       |                       |                       |                       |                       |
| Слован Братислава  | Манчестер Сити        | Бавария               | Милан                 | Атлетико Мадрид       | Динамо Загреб         | Селтик                | Штутгарт              | Жирона                |
| Монако             | Барселона             | Интернационале        | Бенфика               | Арсенал               | Црвена звезда         | Динамо Загреб         | Астон Вилла           | Болонья               |
| Спарта Прага       | Интернационале        | Манчестер Сити        | Атлетико Мадрид       | Байер 04              | Ред Булл Зальцбург    | Фейеноорд             | Брест                 | Штутгарт              |
| Астон Вилла        | Бавария               | РБ Лейпциг            | Ювентус               | Брюгге                | Селтик                | Янг Бойз              | Болонья               | Монако                |
| Болонья            | Боруссия Дортмунд     | Ливерпуль             | Шахтёр                | Бенфика               | Лилль                 | Спортинг              | Монако                | Астон Вилла           |
| Жирона             | Ливерпуль             | Пари Сен-Жермен       | Арсенал               | Милан                 | Фейеноорд             | ПСВ                   | Слован Братислава     | Штурм                 |
| Штутгарт           | Пари Сен-Жермен       | Реал Мадрид           | Аталанта              | Ювентус               | Янг Бойз              | Црвена звезда         | Спарта Прага          | Слован Братислава     |
| Штурм              | РБ Лейпциг            | Боруссия Дортмунд     | Брюгге                | Аталанта              | Спортинг              | Лилль                 | Жирона                | Брест                 |
| Брест              | Реал Мадрид           | Барселона             | Байер 04              | Шахтёр                | ПСВ                   | Ред Булл Зальцбург    | Штурм                 | Спарта Прага          |

## Таблица
| Поз | Команда            | И | В | Н | П | МЗ | МП | РМ  | О  | Квалификация                      |
| --- | ------------------ | - | - | - | - | -- | -- | --- | -- | --------------------------------- |
| 1   | Ливерпуль          | 8 | 7 | 0 | 1 | 17 | 5  | +12 | 21 | Выход в 1/8 финала (сеяные)       |
| 2   | Барселона          | 8 | 6 | 1 | 1 | 28 | 13 | +15 | 19 | Выход в 1/8 финала (сеяные)       |
| 3   | Арсенал            | 8 | 6 | 1 | 1 | 16 | 3  | +13 | 19 | Выход в 1/8 финала (сеяные)       |
| 4   | Интернационале     | 8 | 6 | 1 | 1 | 11 | 1  | +10 | 19 | Выход в 1/8 финала (сеяные)       |
| 5   | Атлетико Мадрид    | 8 | 6 | 0 | 2 | 20 | 12 | +8  | 18 | Выход в 1/8 финала (сеяные)       |
| 6   | Байер 04           | 8 | 5 | 1 | 2 | 15 | 7  | +8  | 16 | Выход в 1/8 финала (сеяные)       |
| 7   | Лилль              | 8 | 5 | 1 | 2 | 17 | 10 | +7  | 16 | Выход в 1/8 финала (сеяные)       |
| 8   | Астон Вилла        | 8 | 5 | 1 | 2 | 13 | 6  | +7  | 16 | Выход в 1/8 финала (сеяные)       |
| 9   | Аталанта           | 8 | 4 | 3 | 1 | 20 | 6  | +14 | 15 | Выход в раунд плей-офф (сеяные)   |
| 10  | Боруссия Дортмунд  | 8 | 5 | 0 | 3 | 22 | 12 | +10 | 15 | Выход в раунд плей-офф (сеяные)   |
| 11  | Реал Мадрид        | 8 | 5 | 0 | 3 | 20 | 12 | +8  | 15 | Выход в раунд плей-офф (сеяные)   |
| 12  | Бавария            | 8 | 5 | 0 | 3 | 20 | 12 | +8  | 15 | Выход в раунд плей-офф (сеяные)   |
| 13  | Милан              | 8 | 5 | 0 | 3 | 14 | 11 | +3  | 15 | Выход в раунд плей-офф (сеяные)   |
| 14  | ПСВ                | 8 | 4 | 2 | 2 | 16 | 12 | +4  | 14 | Выход в раунд плей-офф (сеяные)   |
| 15  | Пари Сен-Жермен    | 8 | 4 | 1 | 3 | 14 | 9  | +5  | 13 | Выход в раунд плей-офф (сеяные)   |
| 16  | Бенфика            | 8 | 4 | 1 | 3 | 16 | 12 | +4  | 13 | Выход в раунд плей-офф (сеяные)   |
| 17  | Монако             | 8 | 4 | 1 | 3 | 13 | 13 | 0   | 13 | Выход в раунд плей-офф (несеяные) |
| 18  | Брест              | 8 | 4 | 1 | 3 | 10 | 11 | −1  | 13 | Выход в раунд плей-офф (несеяные) |
| 19  | Фейеноорд          | 8 | 4 | 1 | 3 | 18 | 21 | −3  | 13 | Выход в раунд плей-офф (несеяные) |
| 20  | Ювентус            | 8 | 3 | 3 | 2 | 9  | 7  | +2  | 12 | Выход в раунд плей-офф (несеяные) |
| 21  | Селтик             | 8 | 3 | 3 | 2 | 13 | 14 | −1  | 12 | Выход в раунд плей-офф (несеяные) |
| 22  | Манчестер Сити     | 8 | 3 | 2 | 3 | 18 | 14 | +4  | 11 | Выход в раунд плей-офф (несеяные) |
| 23  | Спортинг           | 8 | 3 | 2 | 3 | 13 | 12 | +1  | 11 | Выход в раунд плей-офф (несеяные) |
| 24  | Брюгге             | 8 | 3 | 2 | 3 | 7  | 11 | −4  | 11 | Выход в раунд плей-офф (несеяные) |
| 25  | Динамо Загреб      | 8 | 3 | 2 | 3 | 12 | 19 | −7  | 11 |                                   |
| 26  | Штутгарт           | 8 | 3 | 1 | 4 | 13 | 17 | −4  | 10 |                                   |
| 27  | Шахтёр             | 8 | 2 | 1 | 5 | 8  | 16 | −8  | 7  |                                   |
| 28  | Болонья            | 8 | 1 | 3 | 4 | 4  | 9  | −5  | 6  |                                   |
| 29  | Црвена звезда      | 8 | 2 | 0 | 6 | 13 | 22 | −9  | 6  |                                   |
| 30  | Штурм              | 8 | 2 | 0 | 6 | 5  | 14 | −9  | 6  |                                   |
| 31  | Спарта Прага       | 8 | 1 | 1 | 6 | 7  | 21 | −14 | 4  |                                   |
| 32  | РБ Лейпциг         | 8 | 1 | 0 | 7 | 8  | 15 | −7  | 3  |                                   |
| 33  | Жирона             | 8 | 1 | 0 | 7 | 5  | 13 | −8  | 3  |                                   |
| 34  | Ред Булл Зальцбург | 8 | 1 | 0 | 7 | 5  | 27 | −22 | 3  |                                   |
| 35  | Слован Братислава  | 8 | 0 | 0 | 8 | 7  | 27 | −20 | 0  |                                   |
| 36  | Янг Бойз           | 8 | 0 | 0 | 8 | 3  | 24 | −21 | 0  |                                   |

## Результаты
| Home team       | Счёт | Away team          |
| --------------- | ---- | ------------------ |
| Янг Бойз        | 0:3  | Астон Вилла        |
| Ювентус         | 3:1  | ПСВ                |
| Милан           | 1:3  | Ливерпуль          |
| Бавария         | 9:2  | Динамо Загреб      |
| Реал Мадрид     | 3:1  | Штутгарт           |
| Спортинг        | 2:0  | Лилль              |
| Спарта Прага    | 3:0  | Ред Булл Зальцбург |
| Болонья         | 0:0  | Шахтёр             |
| Селтик          | 5:1  | Слован Братислава  |
| Брюгге          | 0:3  | Боруссия Дортмунд  |
| Манчестер Сити  | 0:0  | Интернационале     |
| Пари Сен-Жермен | 1:0  | Жирона             |
| Фейеноорд       | 0:4  | Байер 04           |
| Црвена звезда   | 1:2  | Бенфика            |
| Монако          | 2:1  | Барселона          |
| Аталанта        | 0:0  | Арсенал            |
| Атлетико Мадрид | 2:1  | РБ Лейпциг         |
| Брест           | 2:1  | Штурм              |

| Home team          | Счёт | Away team       |
| ------------------ | ---- | --------------- |
| Ред Булл Зальцбург | 0:4  | Брест           |
| Штутгарт           | 1:1  | Спарта Прага    |
| Арсенал            | 2:0  | Пари Сен-Жермен |
| Байер 04           | 1:0  | Милан           |
| Боруссия Дортмунд  | 7:1  | Селтик          |
| Барселона          | 5:0  | Янг Бойз        |
| Интернационале     | 4:0  | Црвена звезда   |
| ПСВ                | 1:1  | Спортинг        |
| Слован Братислава  | 0:4  | Манчестер Сити  |
| Шахтёр             | 0:3  | Аталанта        |
| Жирона             | 2:3  | Фейеноорд       |
| Астон Вилла        | 1:0  | Бавария         |
| Динамо Загреб      | 2:2  | Монако          |
| Ливерпуль          | 2:0  | Болонья         |
| Лилль              | 1:0  | Реал Мадрид     |
| РБ Лейпциг         | 2:3  | Ювентус         |
| Штурм              | 0:1  | Брюгге          |
| Бенфика            | 4:0  | Атлетико Мадрид |

| Home team          | Счёт | Away team         |
| ------------------ | ---- | ----------------- |
| Милан              | 3:1  | Брюгге            |
| Монако             | 5:1  | Црвена звезда     |
| Арсенал            | 1:0  | Шахтёр            |
| Астон Вилла        | 2:0  | Болонья           |
| Жирона             | 2:0  | Слован Братислава |
| Ювентус            | 0:1  | Штутгарт          |
| Пари Сен-Жермен    | 1:1  | ПСВ               |
| Реал Мадрид        | 5:2  | Боруссия Дортмунд |
| Штурм              | 0:2  | Спортинг          |
| Аталанта           | 0:0  | Селтик            |
| Брест              | 1:1  | Байер 04          |
| Атлетико Мадрид    | 1:3  | Лилль             |
| Янг Бойз           | 0:1  | Интернационале    |
| Барселона          | 4:1  | Бавария           |
| Ред Булл Зальцбург | 0:2  | Динамо Загреб     |
| Манчестер Сити     | 5:0  | Спарта Прага      |
| РБ Лейпциг         | 0:1  | Ливерпуль         |
| Бенфика            | 1:3  | Фейеноорд         |

| Home team         | Счёт | Away team          |
| ----------------- | ---- | ------------------ |
| ПСВ               | 4:0  | Жирона             |
| Слован Братислава | 1:4  | Динамо Загреб      |
| Болонья           | 0:1  | Монако             |
| Боруссия Дортмунд | 1:0  | Штурм              |
| Селтик            | 3:1  | РБ Лейпциг         |
| Ливерпуль         | 4:0  | Байер 04           |
| Лилль             | 1:1  | Ювентус            |
| Реал Мадрид       | 1:3  | Милан              |
| Спортинг          | 4:1  | Манчестер Сити     |
| Брюгге            | 1:0  | Астон Вилла        |
| Шахтёр            | 2:1  | Янг Бойз           |
| Спарта Прага      | 1:2  | Брест              |
| Бавария           | 1:0  | Бенфика            |
| Интернационале    | 1:0  | Арсенал            |
| Фейеноорд         | 1:3  | Ред Булл Зальцбург |
| Црвена звезда     | 2:5  | Барселона          |
| Пари Сен-Жермен   | 1:2  | Атлетико Мадрид    |
| Штутгарт          | 0:2  | Аталанта           |

| Home team         | Счёт | Away team          |
| ----------------- | ---- | ------------------ |
| Спарта Прага      | 0:6  | Атлетико Мадрид    |
| Слован Братислава | 2:3  | Милан              |
| Байер 04          | 5:0  | Ред Булл Зальцбург |
| Янг Бойз          | 1:6  | Аталанта           |
| Барселона         | 3:0  | Брест              |
| Бавария           | 1:0  | Пари Сен-Жермен    |
| Интернационале    | 1:0  | РБ Лейпциг         |
| Манчестер Сити    | 3:3  | Фейеноорд          |
| Спортинг          | 1:5  | Арсенал            |
| Црвена звезда     | 5:1  | Штутгарт           |
| Штурм             | 1:0  | Жирона             |
| Монако            | 2:3  | Бенфика            |
| Астон Вилла       | 0:0  | Ювентус            |
| Болонья           | 1:2  | Лилль              |
| Селтик            | 1:1  | Брюгге             |
| Динамо Загреб     | 0:3  | Боруссия Дортмунд  |
| Ливерпуль         | 2:0  | Реал Мадрид        |
| ПСВ               | 3:2  | Шахтёр             |

| Home team          | Счёт | Away team         |
| ------------------ | ---- | ----------------- |
| Жирона             | 0:1  | Ливерпуль         |
| Динамо Загреб      | 0:0  | Селтик            |
| Аталанта           | 2:3  | Реал Мадрид       |
| Байер 04           | 1:0  | Интернационале    |
| Брюгге             | 2:1  | Спортинг          |
| Ред Булл Зальцбург | 0:3  | Пари Сен-Жермен   |
| Шахтёр             | 1:5  | Бавария           |
| РБ Лейпциг         | 2:3  | Астон Вилла       |
| Брест              | 1:0  | ПСВ               |
| Атлетико Мадрид    | 3:1  | Слован Братислава |
| Лилль              | 3:2  | Штурм             |
| Милан              | 2:1  | Црвена звезда     |
| Арсенал            | 3:0  | Монако            |
| Боруссия Дортмунд  | 2:3  | Барселона         |
| Фейеноорд          | 4:2  | Спарта Прага      |
| Ювентус            | 2:0  | Манчестер Сити    |
| Бенфика            | 0:0  | Болонья           |
| Штутгарт           | 5:1  | Янг Бойз          |

| Home team         | Счёт | Away team          |
| ----------------- | ---- | ------------------ |
| Монако            | 1:0  | Астон Вилла        |
| Аталанта          | 5:0  | Штурм              |
| Атлетико Мадрид   | 2:1  | Байер 04           |
| Болонья           | 2:1  | Боруссия Дортмунд  |
| Брюгге            | 0:0  | Ювентус            |
| Црвена звезда     | 2:3  | ПСВ                |
| Ливерпуль         | 2:1  | Лилль              |
| Слован Братислава | 1:3  | Штутгарт           |
| Бенфика           | 4:5  | Барселона          |
| Шахтёр            | 2:0  | Брест              |
| РБ Лейпциг        | 2:1  | Спортинг           |
| Милан             | 1:0  | Жирона             |
| Спарта Прага      | 0:1  | Интернационале     |
| Арсенал           | 3:0  | Динамо Загреб      |
| Селтик            | 1:0  | Янг Бойз           |
| Фейеноорд         | 3:0  | Бавария            |
| Пари Сен-Жермен   | 4:2  | Манчестер Сити     |
| Реал Мадрид       | 5:1  | Ред Булл Зальцбург |

| Home team          | Счёт | Away team         |
| ------------------ | ---- | ----------------- |
| Астон Вилла        | 4:2  | Селтик            |
| Байер 04           | 2:0  | Спарта Прага      |
| Боруссия Дортмунд  | 3:1  | Шахтёр            |
| Янг Бойз           | 0:1  | Црвена звезда     |
| Барселона          | 2:2  | Аталанта          |
| Бавария            | 3:1  | Слован Братислава |
| Интернационале     | 3:0  | Монако            |
| Ред Булл Зальцбург | 1:4  | Атлетико Мадрид   |
| Жирона             | 1:2  | Арсенал           |
| Динамо Загреб      | 2:1  | Милан             |
| Ювентус            | 0:2  | Бенфика           |
| Лилль              | 6:1  | Фейеноорд         |
| Манчестер Сити     | 3:1  | Брюгге            |
| ПСВ                | 3:2  | Ливерпуль         |
| Штурм              | 1:0  | РБ Лейпциг        |
| Спортинг           | 1:1  | Болонья           |
| Брест              | 0:3  | Реал Мадрид       |
| Штутгарт           | 1:4  | Пари Сен-Жермен   |

## Матчи
Расписание матчей было опубликовано 31 августа 2024 года, через два дня после жеребьёвки.
Время указано по CET / CEST, в соответствии с правилами УЕФА (местное время, если отличается, указано в скобках).

### Первый тур
| Янг Бойз | 0:3     | Астон Вилла                            |
| -------- | ------- | -------------------------------------- |
|          | (отчёт) | - Тилеманс 27′ - Рэмзи 38′ - Онана 86′ |

| Ювентус                                    | 3:1     | ПСВ           |
| ------------------------------------------ | ------- | ------------- |
| - Йылдыз 21′ - Маккенни 27′ - Гонсалес 52′ | (отчёт) | Сайбари 90+3′ |

| Милан      | 1:3     | Ливерпуль                                  |
| ---------- | ------- | ------------------------------------------ |
| Пулишич 3′ | (отчёт) | - Конате 23′ - ван Дейк 41′ - Собослаи 67′ |

| Бавария                                                                                               | 9:2     | Динамо Загреб                |
| --- | ------- | ---------------------------- |
| - Кейн 19′ (пен.) 57′ 73′ (пен.) 78′ (пен.) - Геррейру 33′ - Олисе 38′ 61′ - Зане 85′ - Горецка 90+2′ | (отчёт) | - Петкович 49′ - Огивара 50′ |

| Реал Мадрид                               | 3:1     | Штутгарт  |
| ----------------------------------------- | ------- | --------- |
| - Мбаппе 46′ - Рюдигер 83′ - Эндрик 90+5′ | (отчёт) | Ундав 68′ |

| Спортинг                    | 2:0     | Лилль |
| --------------------------- | ------- | ----- |
| - Дьёкереш 38′ - Дебаст 65′ | (отчёт) |       |

| Спарта Прага                             | 3:0     | Ред Булл Зальцбург |
| ---------------------------------------- | ------- | ------------------ |
| - Кайринен 2′ - Олатунджи 42′ - Лачи 58′ | (отчёт) |                    |

| Болонья | 0:0     | Шахтёр |
| ------- | ------- | ------ |
|         | (отчёт) |        |

| Селтик                                                                  | 5:1     | Слован Братислава |
| ----------------------------------------------------------------------- | ------- | ----------------- |
| - Скейлз 17′ - Фурухаси 47′ - Энгельс 56′ (пен.) - Маэда 70′ - Айда 87′ | (отчёт) | Виммер 61′        |

| Брюгге | 0:3     | Боруссия Дортмунд                        |
| ------ | ------- | ---------------------------------------- |
|        | (отчёт) | - Гиттенс 76′ 86′ - Гирасси 90+5′ (пен.) |

| Манчестер Сити | 0:0     | Интернационале |
| -------------- | ------- | -------------- |
|                | (отчёт) |                |

| Пари Сен-Жермен      | 1:0     | Жирона |
| -------------------- | ------- | ------ |
| Гассанига 90′ (авт.) | (отчёт) |        |

| Фейеноорд | 0:4     | Байер 04                                                |
| --------- | ------- | ------------------------------------------------------- |
|           | (отчёт) | - Вирц 5′ 36′ - Гримальдо 30′ - Велленройтер 45′ (авт.) |

| Црвена звезда | 1:2     | Бенфика                     |
| ------------- | ------- | --------------------------- |
| Милсон 86′    | (отчёт) | - Актюркоглу 9′ - Кёкчю 29′ |

| Монако                       | 2:1     | Барселона |
| ---------------------------- | ------- | --------- |
| - Аклиуш 16′ - Иленихена 71′ | (отчёт) | Ямаль 28′ |

| Аталанта | 0:0     | Арсенал |
| -------- | ------- | ------- |
|          | (отчёт) |         |

| Атлетико Мадрид              | 2:1     | РБ Лейпциг |
| ---------------------------- | ------- | ---------- |
| - Гризманн 28′ - Хименес 90′ | (отчёт) | Шешко 4′   |

| Брест                     | 2:1     | Штурм                  |
| ------------------------- | ------- | ---------------------- |
| - Маньетти 23′ - Сима 56′ | (отчёт) | Фернандеш 45+1′ (авт.) |

### Второй тур
| Ред Булл Зальцбург | 0:4     | Брест                                          |
| ------------------ | ------- | ---------------------------------------------- |
|                    | (отчёт) | - Сима 21′ 70′ - Камара 66′ - Перейра Лаже 75′ |

| Штутгарт | 1:1     | Спарта Прага |
| -------- | ------- | ------------ |
| Мийо 7′  | (отчёт) | Кайринен 32′ |

| Арсенал                 | 2:0     | Пари Сен-Жермен |
| ----------------------- | ------- | --------------- |
| - Хаверц 20′ - Сака 35′ | (отчёт) |                 |

| Байер 04     | 1:0     | Милан |
| ------------ | ------- | ----- |
| Бонифейс 51′ | (отчёт) |       |

| Боруссия Дортмунд                                                           | 7:1     | Селтик   |
| --------------------------------------------------------------------------- | ------- | -------- |
| - Джан 7′ (пен.) - Адейеми 11′ 29′ 42′ - Гирасси 40′ (пен.) 66′ - Нмеча 79′ | (отчёт) | Маэда 9′ |

| Барселона                                                              | 5:0     | Янг Бойз |
| ---------------------------------------------------------------------- | ------- | -------- |
| - Левандовский 8′ 51′ - Рафинья 34′ - Мартинес 37′ - Камара 81′ (авт.) | (отчёт) |          |

| Интернационале                                                       | 4:0     | Црвена звезда |
| -------------------------------------------------------------------- | ------- | ------------- |
| - Чалханоглу 11′ - Арнаутович 59′ - Мартинес 71′ - Тареми 81′ (пен.) | (отчёт) |               |

| ПСВ         | 1:1     | Спортинг     |
| ----------- | ------- | ------------ |
| Схаутен 15′ | (отчёт) | Браганса 84′ |

| Слован Братислава | 0:4     | Манчестер Сити                                      |
| ----------------- | ------- | --------------------------------------------------- |
|                   | (отчёт) | - Гюндоган 8′ - Фоден 15′ - Холанн 58′ - Макати 74′ |

| Шахтёр | 0:3     | Аталанта                                    |
| ------ | ------- | ------------------------------------------- |
|        | (отчёт) | - Джимсити 21′ - Лукман 44′ - Белланова 48′ |

| Жирона                       | 2:3     | Фейеноорд                                              |
| ---------------------------- | ------- | ------------------------------------------------------ |
| - Лопес 19′ - ван де Бек 73′ | (отчёт) | - Эррера 23′ (авт.) - Миламбо 33′ - Крейчий 79′ (авт.) |

| Астон Вилла | 1:0     | Бавария |
| ----------- | ------- | ------- |
| Дуран 79′   | (отчёт) |         |

| Динамо Загреб                | 2:2     | Монако                            |
| ---------------------------- | ------- | --------------------------------- |
| - Сучич 45+3′ - Батурина 66′ | (отчёт) | - Салису 74′ - Закариа 90′ (пен.) |

| Ливерпуль                     | 2:0     | Болонья |
| ----------------------------- | ------- | ------- |
| - Макаллистер 11′ - Салах 75′ | (отчёт) |         |

| Лилль              | 1:0     | Реал Мадрид |
| ------------------ | ------- | ----------- |
| Дэвид 45+3′ (пен.) | (отчёт) |             |

| РБ Лейпциг           | 2:3     | Ювентус                            |
| -------------------- | ------- | ---------------------------------- |
| Шешко 30′ 65′ (пен.) | (отчёт) | - Влахович 50′ 68′ - Консейсан 82′ |

| Штурм | 0:1     | Брюгге    |
| ----- | ------- | --------- |
|       | (отчёт) | Цолис 23′ |

| Бенфика                                                            | 4:0     | Атлетико Мадрид |
| ------------------------------------------------------------------ | ------- | --------------- |
| - Актюркоглу 13′ - Ди Мария 52′ (пен.) - Ба 75′ - Кёкчю 84′ (пен.) | (отчёт) |                 |

### Третий тур
| Милан                            | 3:1     | Брюгге    |
| -------------------------------- | ------- | --------- |
| - Пулишич 34′ - Рейндерс 61′ 71′ | (отчёт) | Саббе 51′ |

| Монако                                                       | 5:1     | Црвена звезда     |
| ------------------------------------------------------------ | ------- | ----------------- |
| - Минамино 20′ 70′ - Эмболо 45+4′ - Синго 54′ - Аклиуш 90+7′ | (отчёт) | Ндиайе 27′ (пен.) |

| Арсенал           | 1:0     | Шахтёр |
| ----------------- | ------- | ------ |
| Ризнык 29′ (авт.) | (отчёт) |        |

| Астон Вилла               | 2:0     | Болонья |
| ------------------------- | ------- | ------- |
| - Макгинн 55′ - Дуран 64′ | (отчёт) |         |

| Жирона                       | 2:0     | Слован Братислава |
| ---------------------------- | ------- | ----------------- |
| - Гутьеррес 42′ - Хуанпе 73′ | (отчёт) |                   |

| Ювентус | 0:1     | Штутгарт   |
| ------- | ------- | ---------- |
|         | (отчёт) | Туре 90+2′ |

| Пари Сен-Жермен | 1:1     | ПСВ      |
| --------------- | ------- | -------- |
| Хакими 55′      | (отчёт) | Ланг 34′ |

| Реал Мадрид                                         | 5:2     | Боруссия Дортмунд         |
| --------------------------------------------------- | ------- | ------------------------- |
| - Рюдигер 60′ - Винисиус 62′ 86′ 90+3′ - Васкес 83′ | (отчёт) | - Мален 30′ - Гиттенс 34′ |

| Штурм | 0:2     | Спортинг                    |
| ----- | ------- | --------------------------- |
|       | (отчёт) | - Сантуш 23′ - Дьёкереш 53′ |

| Аталанта | 0:0     | Селтик |
| -------- | ------- | ------ |
|          | (отчёт) |        |

| Брест        | 1:1     | Байер 04 |
| ------------ | ------- | -------- |
| Лес-Мелу 39′ | (отчёт) | Вирц 24′ |

| Атлетико Мадрид | 1:3     | Лилль                                |
| --------------- | ------- | ------------------------------------ |
| Альварес 8′     | (отчёт) | - Жегрова 61′ - Дэвид 74′ (пен.) 89′ |

| Янг Бойз | 0:1     | Интернационале |
| -------- | ------- | -------------- |
|          | (отчёт) | Тюрам 90+3′    |

| Барселона                               | 4:1     | Бавария  |
| --------------------------------------- | ------- | -------- |
| - Рафинья 1′ 45′ 56′ - Левандовский 36′ | (отчёт) | Кейн 18′ |

| Ред Булл Зальцбург | 0:2     | Динамо Загреб                  |
| ------------------ | ------- | ------------------------------ |
|                    | (отчёт) | - Куленович 49′ - Петкович 84′ |

| Манчестер Сити                                              | 5:0     | Спарта Прага |
| ----------------------------------------------------------- | ------- | ------------ |
| - Фоден 3′ - Холанн 58′ 68′ - Стоунз 64′ - Нунес 88′ (пен.) | (отчёт) |              |

| РБ Лейпциг | 0:1     | Ливерпуль  |
| ---------- | ------- | ---------- |
|            | (отчёт) | Нуньес 27′ |

| Бенфика        | 1:3     | Фейеноорд                      |
| -------------- | ------- | ------------------------------ |
| Актюркоглу 66′ | (отчёт) | - Уэда 12′ - Миламбо 33′ 90+2′ |

### Четвёртый тур
| ПСВ                                                               | 4:0     | Жирона |
| ----------------------------------------------------------------- | ------- | ------ |
| - Фламинго 16′ - Тилльман 33′ - Бакайоко 83′ - Крейчий 88′ (авт.) | (отчёт) |        |

| Слован Братислава | 1:4     | Динамо Загреб                                |
| ----------------- | ------- | -------------------------------------------- |
| Стрелец 5′        | (отчёт) | - Шпикич 10′ - Сучич 30′ - Куленович 54′ 72′ |

| Болонья | 0:1     | Монако    |
| ------- | ------- | --------- |
|         | (отчёт) | Керер 86′ |

| Боруссия Дортмунд | 1:0     | Штурм |
| ----------------- | ------- | ----- |
| Мален 85′         | (отчёт) |       |

| Селтик                       | 3:1     | РБ Лейпциг      |
| ---------------------------- | ------- | --------------- |
| - Кюн 35′ 45+1′ - Хататэ 72′ | (отчёт) | Баумгартнер 23′ |

| Ливерпуль                        | 4:0     | Байер 04 |
| -------------------------------- | ------- | -------- |
| - Диас 61′ 83′ 90+2′ - Гакпо 63′ | (отчёт) |          |

| Лилль     | 1:1     | Ювентус             |
| --------- | ------- | ------------------- |
| Дэвид 27′ | (отчёт) | Влахович 60′ (пен.) |

| Реал Мадрид         | 1:3     | Милан                                  |
| ------------------- | ------- | -------------------------------------- |
| Винисиус 23′ (пен.) | (отчёт) | - Тшау 12′ - Мората 39′ - Рейндерс 73′ |

| Спортинг                                          | 4:1     | Манчестер Сити |
| ------------------------------------------------- | ------- | -------------- |
| - Дьёкереш 38′ 49′ (пен.) 81′ (пен.) - Араухо 46′ | (отчёт) | Фоден 4′       |

| Брюгге             | 1:0     | Астон Вилла |
| ------------------ | ------- | ----------- |
| Ванакен 52′ (пен.) | (отчёт) |             |

| Шахтёр                     | 2:1     | Янг Бойз  |
| -------------------------- | ------- | --------- |
| - Зубков 31′ - Судаков 41′ | (отчёт) | Имери 27′ |

| Спарта Прага    | 1:2     | Брест                                 |
| --------------- | ------- | ------------------------------------- |
| Олатунджи 90+2′ | (отчёт) | - Фернандеш 37′ - Кайринен 80′ (авт.) |

| Интернационале          | 1:0     | Арсенал |
| ----------------------- | ------- | ------- |
| Чалханоглу 45+3′ (пен.) | (отчёт) |         |

| Фейеноорд      | 1:3     | Ред Булл Зальцбург             |
| -------------- | ------- | ------------------------------ |
| Хадж-Мусса 81′ | (отчёт) | - Конате 45+2′ 58′ - Гиндо 86′ |

| Црвена звезда            | 2:5     | Барселона                                                       |
| ------------------------ | ------- | --------------------------------------------------------------- |
| - Силас 27′ - Милсон 84′ | (отчёт) | - Мартинес 13′ - Левандовский 43′ 53′ - Рафинья 55′ - Лопес 76′ |

| Пари Сен-Жермен | 1:2     | Атлетико Мадрид             |
| --------------- | ------- | --------------------------- |
| Заир-Эмри 14′   | (отчёт) | - Молина 18′ - Корреа 90+3′ |

| Штутгарт | 0:2     | Аталанта                    |
| -------- | ------- | --------------------------- |
|          | (отчёт) | - Лукман 51′ - Дзаньоло 88′ |

| Бавария     | 1:0     | Бенфика |
| ----------- | ------- | ------- |
| Мусиала 67′ | (отчёт) |         |

### Пятый тур
| Спарта Прага | 0:6     | Атлетико Мадрид                                                   |
| ------------ | ------- | ----------------------------------------------------------------- |
|              | (отчёт) | - Альварес 15′ 59′ - Льоренте 43′ - Гризманн 70′ - Корреа 85′ 89′ |

| Слован Братислава             | 2:3     | Милан                                  |
| ----------------------------- | ------- | -------------------------------------- |
| - Барсегян 24′ - Марчелли 88′ | (отчёт) | - Пулишич 21′ - Леан 68′ - Абрахам 71′ |

| Байер 04                                                    | 5:0     | Ред Булл Зальцбург |
| ----------------------------------------------------------- | ------- | ------------------ |
| - Вирц 8′ (пен.) 30′ - Гримальдо 11′ - Шик 61′ - Гарсия 72′ | (отчёт) |                    |

| Янг Бойз    | 1:6     | Аталанта                                                                |
| ----------- | ------- | ----------------------------------------------------------------------- |
| Ганвула 11′ | (отчёт) | - Ретеги 9′ 39′ - Де Кетеларе 28′ 56′ - Колашинац 32′ - Самарджич 90+1′ |

| Барселона                                   | 3:0     | Брест |
| ------------------------------------------- | ------- | ----- |
| - Левандовский 10′ (пен.) 90+2′ - Ольмо 66′ | (отчёт) |       |

| Бавария | 1:0     | Пари Сен-Жермен |
| ------- | ------- | --------------- |
| Ким 38′ | (отчёт) |                 |

| Интернационале    | 1:0     | РБ Лейпциг |
| ----------------- | ------- | ---------- |
| Люкеба 27′ (авт.) | (отчёт) |            |

| Манчестер Сити                         | 3:3     | Фейеноорд                                   |
| -------------------------------------- | ------- | ------------------------------------------- |
| - Холанн 44′ (пен.) 53′ - Гюндоган 50′ | (отчёт) | - Хадж-Мусса 75′ - Хименес 82′ - Ганцко 89′ |

| Спортинг   | 1:5     | Арсенал                                                                       |
| ---------- | ------- | ----------------------------------------------------------------------------- |
| Инасиу 47′ | (отчёт) | - Мартинелли 7′ - Хаверц 22′ - Габриэл 45+1′ - Сака 65′ (пен.) - Троссард 82′ |

| Црвена звезда                                                    | 5:1     | Штутгарт     |
| ---------------------------------------------------------------- | ------- | ------------ |
| - Катомпа Мвумпа 12′ - Крунич 31′ - Иванич 65′ - Радонич 69′ 88′ | (отчёт) | Демирович 5′ |

| Штурм      | 1:0     | Жирона |
| ---------- | ------- | ------ |
| Биерет 59′ | (отчёт) |        |

| Монако                        | 2:3     | Бенфика                                  |
| ----------------------------- | ------- | ---------------------------------------- |
| - Бен Сегир 13′ - Магасса 67′ | (отчёт) | - Павлидис 48′ - Кабрал 84′ - Амдуни 88′ |

| Астон Вилла | 0:0     | Ювентус |
| ----------- | ------- | ------- |
|             | (отчёт) |         |

| Болонья    | 1:2     | Лилль         |
| ---------- | ------- | ------------- |
| Лукуми 63′ | (отчёт) | Мукау 44′ 66′ |

| Селтик    | 1:1     | Брюгге                   |
| --------- | ------- | ------------------------ |
| Маэда 60′ | (отчёт) | Картер-Викерс 26′ (авт.) |

| Динамо Загреб | 0:3     | Боруссия Дортмунд                            |
| ------------- | ------- | -------------------------------------------- |
|               | (отчёт) | - Гиттенс 41′ - Бенсебайни 56′ - Гирасси 90′ |

| Ливерпуль                     | 2:0     | Реал Мадрид |
| ----------------------------- | ------- | ----------- |
| - Макаллистер 52′ - Гакпо 76′ | (отчёт) |             |

| ПСВ                             | 3:2     | Шахтёр                  |
| ------------------------------- | ------- | ----------------------- |
| - Тилльман 87′ 90′ - Пепи 90+5′ | (отчёт) | - Сикан 8′ - Зубков 37′ |

### Шестой тур
| Жирона | 0:1     | Ливерпуль        |
| ------ | ------- | ---------------- |
|        | (отчёт) | Салах 63′ (пен.) |

| Динамо Загреб | 0:0     | Селтик |
| ------------- | ------- | ------ |
|               | (отчёт) |        |

| Аталанта                                | 2:3     | Реал Мадрид                                        |
| --------------------------------------- | ------- | -------------------------------------------------- |
| - Де Кетеларе 45+2′ (пен.) - Лукман 65′ | (отчёт) | - Мбаппе 10′ - Винисиус Жуниор 56′ - Беллингем 59′ |

| Байер 04    | 1:0     | Интернационале |
| ----------- | ------- | -------------- |
| Мукиеле 90′ | (отчёт) |                |

| Брюгге                              | 2:1     | Спортинг  |
| ----------------------------------- | ------- | --------- |
| - Куарежма 24′ (авт.) - Нильсен 84′ | (отчёт) | Катаму 3′ |

| Ред Булл Зальцбург | 0:3     | Пари Сен-Жермен                    |
| ------------------ | ------- | ---------------------------------- |
|                    | (отчёт) | - Рамуш 30′ - Мендеш 72′ - Дуэ 85′ |

| Шахтёр   | 1:5     | Бавария                                                          |
| -------- | ------- | ---------------------------------------------------------------- |
| Кевин 5′ | (отчёт) | - Лаймер 11′ - Мюллер 45′ - Олисе 70′ (пен.) 90+3′ - Мусиала 87′ |

| РБ Лейпциг                     | 2:3     | Астон Вилла                           |
| ------------------------------ | ------- | ------------------------------------- |
| - Опенда 27′ - Баумгартнер 62′ | (отчёт) | - Макгинн 3′ - Дуран 52′ - Баркли 85′ |

| Брест            | 1:0     | ПСВ |
| ---------------- | ------- | --- |
| Ле Кардиналь 43′ | (отчёт) |     |

| Атлетико Мадрид                   | 3:1     | Слован Братислава  |
| --------------------------------- | ------- | ------------------ |
| - Альварес 16′ - Гризманн 42′ 57′ | (отчёт) | Стрелец 51′ (пен.) |

| Лилль                                          | 3:2     | Штурм                           |
| ---------------------------------------------- | ------- | ------------------------------- |
| - Сахрауи 37′ - Баккер 45+2′ - Харальдссон 81′ | (отчёт) | - Китеишвили 45+4′ - Биерет 47′ |

| Милан                    | 2:1     | Црвена звезда |
| ------------------------ | ------- | ------------- |
| - Леан 42′ - Абрахам 87′ | (отчёт) | Радонич 67′   |

| Арсенал                     | 3:0     | Монако |
| --------------------------- | ------- | ------ |
| - Сака 34′ 78′ - Хаверц 88′ | (отчёт) |        |

| Боруссия Дортмунд      | 2:3     | Барселона                      |
| ---------------------- | ------- | ------------------------------ |
| Гирасси 60′ (пен.) 78′ | (отчёт) | - Рафинья 53′ - Торрес 75′ 85′ |

| Фейеноорд                                                | 4:2     | Спарта Прага                      |
| -------------------------------------------------------- | ------- | --------------------------------- |
| - Траунер 8′ - Пайшан 10′ - Хадж-Мусса 30′ - Хименес 63′ | (отчёт) | - Ррахмани 43′ - Белен 79′ (авт.) |

| Ювентус                       | 2:0     | Манчестер Сити |
| ----------------------------- | ------- | -------------- |
| - Влахович 53′ - Маккенни 75′ | (отчёт) |                |

| Бенфика | 0:0     | Болонья |
| ------- | ------- | ------- |
|         | (отчёт) |         |

| Штутгарт                                                          | 5:1     | Янг Бойз   |
| ----------------------------------------------------------------- | ------- | ---------- |
| - Штиллер 25′ - Мийо 53′ - Фюрих 61′ - Вагноман 66′ - Кайтель 75′ | (отчёт) | Лакомый 6′ |

### Седьмой тур
| Монако   | 1:0     | Астон Вилла |
| -------- | ------- | ----------- |
| Синго 8′ | (отчёт) |             |

| Аталанта                                                                     | 5:0     | Штурм |
| ---------------------------------------------------------------------------- | ------- | ----- |
| - Ретеги 12′ - Пашалич 58′ - Де Кетеларе 63′ - Лукман 90′ - Брешианини 90+4′ | (отчёт) |       |

| Атлетико Мадрид  | 2:1     | Байер 04      |
| ---------------- | ------- | ------------- |
| Альварес 52′ 90′ | (отчёт) | Инкапье 45+1′ |

| Болонья                            | 2:1     | Боруссия Дортмунд  |
| ---------------------------------- | ------- | ------------------ |
| - Даллинга 71′ - Илинг-Джуниор 72′ | (отчёт) | Гирасси 15′ (пен.) |

| Брюгге | 0:0     | Ювентус |
| ------ | ------- | ------- |
|        | (отчёт) |         |

| Црвена звезда            | 2:3     | ПСВ                              |
| ------------------------ | ------- | -------------------------------- |
| - Ндиайе 71′ - Джига 77′ | (отчёт) | - Де Йонг 17′ 23′ - Фламинго 43′ |

| Ливерпуль                 | 2:1     | Лилль     |
| ------------------------- | ------- | --------- |
| - Салах 34′ - Эллиотт 67′ | (отчёт) | Дэвид 62′ |

| Слован Братислава | 1:3     | Штутгарт                       |
| ----------------- | ------- | ------------------------------ |
| Метсоко 85′       | (отчёт) | - Левелинг 11′ 36′ - Ридер 87′ |

| Бенфика                                          | 4:5     | Барселона                                                             |
| ------------------------------------------------ | ------- | --------------------------------------------------------------------- |
| - Павлидис 2′ 22′ 30′ (пен.) - Араухо 68′ (авт.) | (отчёт) | - Левандовский 13′ (пен.) 78′ (пен.) - Рафинья 64′ 90+6′ - Гарсия 86′ |

| Шахтёр                           | 2:0     | Брест |
| -------------------------------- | ------- | ----- |
| - Кевин 18′ - Судаков 37′ (пен.) | (отчёт) |       |

| РБ Лейпциг                 | 2:1     | Спортинг     |
| -------------------------- | ------- | ------------ |
| - Шешко 19′ - Поульсен 78′ | (отчёт) | Дьёкереш 75′ |

| Милан    | 1:0     | Жирона |
| -------- | ------- | ------ |
| Леан 37′ | (отчёт) |        |

| Спарта Прага | 0:1     | Интернационале |
| ------------ | ------- | -------------- |
|              | (отчёт) | Мартинес 12′   |

| Арсенал                               | 3:0     | Динамо Загреб |
| ------------------------------------- | ------- | ------------- |
| - Райс 2′ - Хаверц 66′ - Эдегор 90+1′ | (отчёт) |               |

| Селтик            | 1:0     | Янг Бойз |
| ----------------- | ------- | -------- |
| Бенито 86′ (авт.) | (отчёт) |          |

| Фейеноорд                             | 3:0     | Бавария |
| ------------------------------------- | ------- | ------- |
| - Хименес 21′ 45+9′ (пен.) - Уэда 89′ | (отчёт) |         |

| Пари Сен-Жермен                                       | 4:2     | Манчестер Сити            |
| ----------------------------------------------------- | ------- | ------------------------- |
| - Дембеле 56′ - Баркола 60′ - Невеш 78′ - Рамуш 90+6′ | (отчёт) | - Грилиш 50′ - Холанн 53′ |

| Реал Мадрид                                              | 5:1     | Ред Булл Зальцбург |
| -------------------------------------------------------- | ------- | ------------------ |
| - Родриго 23′ 34′ - Мбаппе 48′ - Винисиус Жуниор 55′ 77′ | (отчёт) | Бидструп 85′       |

### Восьмой тур
| Астон Вилла                         | 4:2     | Селтик       |
| ----------------------------------- | ------- | ------------ |
| - Роджерс 3′ 5′ 90+1′ - Уоткинс 60′ | (отчёт) | Айда 36′ 38′ |

| Байер 04               | 2:0     | Спарта Прага |
| ---------------------- | ------- | ------------ |
| - Вирц 32′ - Телла 64′ | (отчёт) |              |

| Боруссия Дортмунд                  | 3:1     | Шахтёр    |
| ---------------------------------- | ------- | --------- |
| - Гирасси 17′ 44′ - Бенсебайни 79′ | (отчёт) | Гомес 50′ |

| Янг Бойз | 0:1     | Црвена звезда |
| -------- | ------- | ------------- |
|          | (отчёт) | Канга 69′     |

| Барселона                | 2:2     | Аталанта                    |
| ------------------------ | ------- | --------------------------- |
| - Ямаль 47′ - Араухо 72′ | (отчёт) | - Эдерсон 67′ - Пашалич 79′ |

| Бавария                            | 3:1     | Слован Братислава |
| ---------------------------------- | ------- | ----------------- |
| - Мюллер 8′ - Кейн 63′ - Коман 84′ | (отчёт) | Толич 90′         |

| Интернационале             | 3:0     | Монако |
| -------------------------- | ------- | ------ |
| Мартинес 4′ (пен.) 16′ 67′ | (отчёт) |        |

| Ред Булл Зальцбург | 1:4     | Атлетико Мадрид                                  |
| ------------------ | ------- | ------------------------------------------------ |
| Дагим 90+1′        | (отчёт) | - Симеоне 5′ - Гризманн 13′ 45+1′ - Льоренте 63′ |

| Жирона        | 1:2     | Арсенал                             |
| ------------- | ------- | ----------------------------------- |
| Груневелд 28′ | (отчёт) | - Жоржиньо 38′ (пен.) - Нванери 42′ |

| Динамо Загреб              | 2:1     | Милан       |
| -------------------------- | ------- | ----------- |
| - Батурина 19′ - Пьяца 60′ | (отчёт) | Пулишич 53′ |

| Ювентус | 0:2     | Бенфика                    |
| ------- | ------- | -------------------------- |
|         | (отчёт) | - Павлидис 16′ - Кёкчю 80′ |

| Лилль                                                                              | 6:1     | Фейеноорд   |
| ---------------------------------------------------------------------------------- | ------- | ----------- |
| - Сахрауи 4′ - Траунер 38′ (авт.) 76′ (авт.) - Гомес 57′ - Дэвид 74′ - Кабелла 80′ | (отчёт) | Хименес 14′ |

| Манчестер Сити                                  | 3:1     | Брюгге       |
| ----------------------------------------------- | ------- | ------------ |
| - Ковачич 53′ - Ордоньес 62′ (авт.) - Савио 77′ | (отчёт) | Оньедика 45′ |

| ПСВ                                       | 3:2     | Ливерпуль                        |
| ----------------------------------------- | ------- | -------------------------------- |
| - Бакайоко 35′ - Сайбари 45′ - Пепи 45+6′ | (отчёт) | - Гакпо 28′ (пен.) - Эллиотт 40′ |

| Штурм     | 1:0     | РБ Лейпциг |
| --------- | ------- | ---------- |
| Малич 42′ | (отчёт) |            |

| Спортинг   | 1:1     | Болонья    |
| ---------- | ------- | ---------- |
| Хардер 77′ | (отчёт) | Побега 21′ |

| Брест | 0:3     | Реал Мадрид                       |
| ----- | ------- | --------------------------------- |
|       | (отчёт) | - Родриго 27′ 78′ - Беллингем 56′ |

| Штутгарт        | 1:4     | Пари Сен-Жермен                    |
| --------------- | ------- | ---------------------------------- |
| Пачо 77′ (авт.) | (отчёт) | - Баркола 6′ - Дембеле 17′ 35′ 54′ |

## Комментарии
1. ↑  CEST (UTC+2) для матчей до 26 октября 2024 года (игровые дни 1–3), а CET (UTC+1) для всех остальных матчей (игровые дни 4–8).